# True to Self
True to Self è il secondo album in studio del cantante statunitense Bryson Tiller, pubblicato nel 2017.

## Tracce
1. Rain on Me (Intro) – 2:25
2. No Longer Friends – 2:14
3. Don't Get Too High – 3:29
4. Blowing Smoke – 3:00
5. We Both Know – 2:40
6. You Got It – 2:56
7. In Check – 3:18
8. Self-Made – 2:47
9. Run Me Dry – 2:49
10. High Stakes – 3:02
11. Rain Interlude – 0:46
12. Teach Me a Lesson – 3:27
13. Stay Blessed – 4:06
14. Money Problems / Benz Truck – 4:59
15. Set It Off – 3:37
16. Nevermind This Interlude – 2:14
17. Before You Judge – 4:46
18. Somethin Tells Me – 3:14
19. Always (Outro) – 2:30